# متلازمة نقص اليود الخلقي
متلازمة نقص اليود الخلقي أو القماءة أو قد تسمى بـ الفدامة أو الكَشامة أو الكثم (بالإنجليزية: Cretinism)‏ (ويُسمى مُصابها: قَمِيء، أكشم، فَدْم) حالة من نقص النمو الجسدي والعقلي الحاد نتيجة لنقص خلقي غير معالج لهرمونات الدرقية (ضعف الغدة الدرقية الخلقي) ويحدث عادة نتيجة لقصور الدرقية عند الأم. ويتسم هذا المرض بالبلاهة وقصر القامة والتشوه الجسدي.

## أصل الكلمة
كان مصطلح cretin والذي يعني باللغة العربية معتل العقل أو قميء أو فدم يطلق طبيا على المريض المصاب بمتلازمة نقص اليود الخلقي لكن بسبب أن معنى المصطلح اللغوي غير المناسب كما هو الحال في مصطلحات مثل مشلول تشنجيا ومجنون والتي تعتبر مصطلحات انتقاصية وازدرائية لذلك يعتبر استعمال مصطلح قميء أو فدم لوصف المرضى المصابين بهذا المرض غير ملائم وغير أخلاقي.

## نظرة عامة
تميز الغدة الدرقية عن غيرها من الغدد في الجهاز الصماوي (جهاز الغدد الصم - Endocrine system) في الجسم، وذلك بفضل حجمها وموقعها. فهذه الغدة تتكون من فصين (Lobes) جانبيين متصلين في ما بينهما بقناة توصيل ضيقة، وهي موجودة في مقدمة العنق. تتطور الغدة الدرقية خلال الطور الجنيني من الغدد الموجودة في النسيج الطلائي والبلعوم (Pharynx)، والتي تهبط حتى المكان المحدد والدقيق للغدة الدرقية، في مقدمة العنق. يبلغ وزن الغدة السليمة ما بين 15 و20 غراما، وهي مقسمة إلى قسمين (فصين)، ينقسم كل منهما إلى عدة أكياس (جريبات) صغيرة. تحتوي هذه الأكياس على هرمون الغلوبولين الدرقي (Thyroglobulin).
كردة فعل على المواد المختلفة التي يتم إفرازها من تحت المهاد، يتم إفراز الموجهة الدرقية (الهورمون منبه الدرقية / ثيروتروبين Thyroid stimulating hormone - TSH) من مقدمة الغدة النخامية (Hypophysis). يؤثر هورمون الـ TSH على الغدة الدرقية وإفرازاتها، ويؤدي في النهاية إلى تحول بروتين الغلوبولين الدرقي إلى ثيروكسين (T4 - Thyroxine) وكميات قليلة من ثلاثي اليودوثيونين (T3 - Triiodothyronine). اليود هو عنصر أساسي في تركيبة هذه الهورمونات التي يتم إفرازها إلى الدم، حيث ترتبط مع بروتينات خاصة تقوم بنقلها إلى الأنسجة.
عادة ما تكون الهرمونات التي تفرزها الغدة الدرقية مسؤولة عن وتيرة تبادل المواد (الأيض - Metabolism). في حالات الحمل، النمو، وعدد من حالات التوتر، يزداد حجم الغدة وتزداد، بالتالي، كميات الهرمونات التي تفرزها. ومع زوال هذه الحالات، يحصل تراجع في حجم الغدة وأدائها.
في الحالات التي يكون فيها نقص خلقي (مولود) في هرمون الغدة الدرقية نتيجة خلل في تطور الغدة خلال سن الرضاعة، من الممكن أن يحصل اضطراب في نمو وتطور الهيكل العظمي والجهاز العصبي المركزي، وهذا يظهر لاحقا على شكل تخلف عقلي واضطراب في النمو.
لدى المواليد الذين يعانون من نقص خلقي في هرمون الغدة الدرقية هنالك حاجة إلى العلاج الفوري من أجل منع حدوث أضرار في عملية تطور الجهاز العصبي المركزي. السبب الرئيسي الذي قد يسبب نقصا في هرمون الغدة الدرقية هو خلل (جزئي أو كلي) قد يصيب عملية نمو أو نشوء الغدة نفسها. أما الأعراض السريرية الأساسية التي قد تبدو على المولود فقد تتمثل في: اليرقان الدائم، تضخم اللسان، الإمساك، التوتر العضلي (Muscle tone) المتدني، وفي بعض الحالات قد يكون الرضيع هادئا جدا، بصورة غير طبيعية.
ونظرا لأن هذه العلامات ليست مميزة بشكل واضح بغية التشخيص، يتم عادة إجراء فحص للدم، من أجل قياس كمية الثيروكسين كفحص روتيني لجميع المواليد، قبل تحريرهم من المستشفى. هذا الفحص يتيح الاكتشاف المبكر لنقص هرمون الغدة الدرقية ومباشرة العلاج مبكرا قدر الإمكان من أجل منع وقوع أضرار غير قابلة للإصلاح قد تصيب الجهاز العصبي الآخذ بالنمو.
هذا النوع من الفحوص، والذي يتم إجراؤه في جميع الدول المتقدمة في السنوات الأخيرة، أدى إلى تراجع كبير في عدد حالات التخلف العقلي الناجمة عن نقص هرمون الغدة الدرقية.
وعلى الرغم من أن هذه الحالة المرضية تنتشر بين المواليد الجدد، بالأساس، إلا أنه من الممكن أن تحدث الإصابة بنقص هرمون الغدة الدرقية في سن متقدمة أكثر. هذا الوضع يسمى "اضطراب الإفراز الدرقي المكتسب"، والذي يتمثل بنقص في إفراز هرمون الغدة الدرقية. من الممكن أن تحصل هذه الحالة لدى الأولاد في أي سن، لكنها أكثر انتشارا بين الأولاد في سن المدرسة وسن المراهقة.
سبب حدوث هذه الحالة هو هبوط الكميات المفرزة من هرمون الثيروكسين. وقد تظهر أعراض اضطراب الأداء في الغدة الدرقية بشكل بطيء وعلى مدى أشهر، أو حتى سنوات. ولذلك، فإنه من الصعب أحيانا تشخيص هذه الحالة طبيا. وفي العادة، يكون تراجع التحصيل العلمي واضطراب النمو لدى أبناء الشبيبة أكثر الأعراض إثارة للشك بوجود نقص في هرمون الغدة الدرقية. وبالإضافة إلى ذلك، تظهر، في أحيان كثيرة، علامات إضافية تنعكس في شكاوى عن تساقط الشعر، حساسية للبرد، إمساك متواصل، تعب، والنوم لساعات طويلة. أما السبب الأكثر شيوعا لانخفاض إنتاج الثيروكسين فهو التهاب مناعي ذاتي، وهو التهاب الدرقية المنسوب لهاشيموتو (Hashimoto’s Thyroiditis). هذا المرض ينتشر بين البنات أكثر من انتشاره بين البنين بعشرة أضعاف، وهو يتميز بتضخم في حجم الغدة الدرقية. كذلك، من الممكن أن ينتج نقص هرمون الغدة الدرقية عن اضطراب في أداء الغدة النخامية التي تراقب عمل الغدة الدرقية.

## الأعراض
من شأن النقص الخلقي (المولود) في هرمون الغدة الدرقية، الذي لا يتم تشخيصه ومعالجته في الوقت المناسب، أن يؤدي إلى ظهور الأعراض التالية:
تباطؤ وتيرة النمو والتطور الجسدي بشكل كبير، لدرجة احتمال حدوث ظاهرة القزامة (يصبح المرء قزما - Dwarfism).
تأخر التطور الذهني والقدرات التعلمية.
بشرة سميكة، مرتخية ومتشمعة.
أنف مفلطح.
بروز البطن إلى الأمام وتضخمها.
بطء في الكلام وتصرفات بطيئة بشكل عام.
لدى اكتشاف الحالة مبكرا (خلال سن الرضاعة) يمكن معالجتها بواسطة إعطاء الطفل هرمونا بديلا وجرعات من اليود طوال حياته. بهذه الطريقة يمكن استعادة القدرة على التطور الجسماني والذهني بشكل كامل أو تحسينهما بشكل ملحوظ.

## التشخيص
يمكن تشخيص نقص هرمون الغدة الدرقية (Cretinism) بواسطة فحص جسدي، وذلك من خلال علامات عصبية ظاهرة للعيان، إضافة إلى عدد من المقاييس السريرية والمخبرية التي تتعلق بمستويات T3, T4 و- TSH في الدم.

## العلاج
في جميع حالات الإصابة بنقص هرمون الغدة الدرقية، يتمثل العلاج بإعطاء هرمون الثيروكسين الذي يتم إنتاجه بشكل صناعي، ويتم تناوله عن طريق الفم. كما أن هنالك حاجة، بالطبع، إلى رصد مرحلي لقياس مستوى الهرمونات في الدم من أجل المحافظة على توازنها.